# Notulae ad Plantas Asiaticas
Notulae ad Plantas Asiaticas (abreviado Not. Pl. Asiat.) es un libro con ilustraciones y descripciones botánicas que fue escrito por el médico, naturalista, explorador, y botánico inglés William Griffith. Fue publicado en Calcuta en 4 volúmenes en los años 1847-1854 con el nombre de Posthumous papers bequeathed to the East India company, and printed by order of the government of Bengal: Notulæ ad Plantas Asiaticas / by the late William Griffith ... arranged by John M'Clelland.

## Publicación
Contenido:
- Volumen n.º 1, Development of organs in phanoerogamous plants. (1847. p. viii, 1-256);
- Volumen n.º 2, On the higher cryptogamous plants. (1849. p. 257-628, vii+);
- Volumen n.º 3, Monocotyledonous plants. (1851. p. 436, xii);
- Volumen n.º 4, Dicotyledonous plants. (1854. p. xlii, 764).